# Oliarus lucida
Oliarus lucida är en insektsart som först beskrevs av Metcalf 1923.  Oliarus lucida ingår i släktet Oliarus och familjen kilstritar. Inga underarter finns listade i Catalogue of Life.